# مورينو (مغني)
مورينو (بالإيطالية: Moreno) هو مغني إيطالي، ولد في 27 نوفمبر 1989 في جنوة في إيطاليا.

## وصلات خارجية
- مورينو على موقع ميوزك برينز (الإنجليزية)
- مورينو على موقع أول ميوزيك (الإنجليزية)
- مورينو على موقع ديسكوغز (الإنجليزية)

- الموقع الرسمي